# Oleh Kyrjuchin
Oleh Stanislavovyč Kyrjuchin (in ucraino Кирюхін Олег Станіславович?; Mariupol', 25 febbraio 1975) è un ex pugile ucraino.

## Palmarès

### Olimpiadi
- 1 medaglia:
  - 1 bronzo (Atlanta 1996 nei pesi mosca leggeri)

### Europei dilettanti
- 1 medaglia:
  - 1 bronzo (Minsk 1998 nei pesi mosca leggeri)